# Wahlsburg
Wahlsburg település Németországban, Hessen tartományban. Lakosainak száma 2038 fő (2017. december 31.).

## Népesség
A település népességének változása:

| 2017 | 2 038 |